# Π介子
在粒子物理学中，π介子是以下三种次原子粒子之一：π+、π0和π−。π介子是最重要的介子之一，在揭示强核力的低能量特性中起着重要的作用。

## 基本性质
π介子拥有0自旋，由第一代夸克组成。在夸克模型中，一个上夸克和一个反下夸克构成一个π+，一个下夸克和一个反上夸克构成一个π−，它们互为反粒子。中性的组合——上夸克和反上夸克、下夸克和反下夸克组成π0，它们拥有相同的量子数，因而只能在叠加中出现。最低能量的叠加是π0，它的反粒子就是自己。

### 带电π介子衰变

π介子轻子型衰变的费曼图

π±介子拥有139.6MeV/c2的质量，和2.6×10-8s的平均寿命。它们因弱作用而衰变。主要的衰变形式（占99.9877%）是纯轻子型衰变，变成一个μ子和一个μ中微子。
| π+ | → | μ+ | + | νμ |
| π− | → | μ− | + | νμ |
第二种衰变模式（占0.0123%）是衰变成一个电子和一个电中微子。（由欧洲核子研究组织在1958年发现）
| π+ | → | e+ | + | νe |
| π− | → | e- | + | νe |
μM子型衰变对电子型衰变的抑制作用的系数大约是
{\displaystyle R_{\pi }=(m_{e}/m_{\mu })^{2}\left({\frac {M_{\pi }^{2}-M_{e}^{2}}{M_{\pi }^{2}-M_{\mu }^{2}}}\right)^{2}}
这是一种自旋效应，称为螺旋抑制。
除了纯轻子型衰变，还有一种由结构决定的放射性轻子型衰变。这种β衰变非常少见（几率大约是10−8），最终生成一个中性π介子。

### 中性π介子衰变
π0介子的质量稍小，是135.0 MeV/c2，平均寿命则短得多，是8.4×10-17 s。它的衰变是由于电磁力的作用。它的主要衰变形式（占98.798%）是衰变成两个光子。
| π0 | → | 2 γ |
它的第二种衰变方式（占1.198%）——达利茨衰变是衰变成一个光子和一对电子、正电子。 
| π0 | → | γ | + | e- | + | e+ |
π介子衰变的几率在粒子物理学的分支，如手征微扰理论中非常重要。这个比率可由π介子衰变常量（ƒπ）表示，大约是90 MeV。
| 粒子名称 | 粒子 符号 | 反粒子 符号 | 夸克 构成                                                                              | 静止质量 （MeV/c2） | IG | JPC | S | C | B' | 平均寿命 (s)           | 一般衰变产物 （>5%） |
| -------- | --------- | ----------- | -------------------------------------------------------------------------------------- | ------------------- | -- | --- | - | - | -- | ---------------------- | -------------------- |
| π介子    | π+        | π−          | ud                                                                                     | 139.570 18(35)      | 1− | 0−  | 0 | 0 | 0  | 2.6033 ± 0.0005 × 10−8 | μ+ + νμ              |
| π介子    | π0        | 自身        | {\displaystyle {\tfrac {\mathrm {u{\bar {u}}} -\mathrm {d{\bar {d}}} }{\sqrt {2}}}}[a] | 134.976 6 ± 0.000 6 | 1− | 0−+ | 0 | 0 | 0  | 8.4 ± 0.6 × 10−17      | γ + γ                |

[a] ^  由于夸克质量非零而不准确。

## 历史
汤川秀树在1935年的理论工作预测到了存在携带强核力的介子。在核力的作用范围内（猜想是原子核的半径），汤川秀树预测这种粒子的质量约为100 MeV/c²。紧接着，在1936年发现了μ子之后，人们曾认为这就是汤川秀树预测的粒子——它的质量是106 MeV/c²。但是，接下来的实验表明，μ子并不参与强核力的作用。用现在的术语来讲，μ子是一种轻子，而非介子。
在1947年第一个真正的介子——带电的π介子在塞西尔·鲍威尔、塞萨尔·拉特斯和朱塞佩·奥基亚利尼的合作下在布里斯托尔大学被发现。由于粒子加速器尚未诞生，高能量只能来自于大气中的宇宙射线。研究者在很长一段时间之内都需要把感光乳胶放在海拔很高的地方（最初在比利牛斯山的南日比戈尔峰，后来搬到了安第斯山的卡考塔亚峰），以让它暴露在高能射线中。在覆盖好这些实验品之后，研究者通过显微镜观察到了带电粒子的踪影。π介子最初被它们异常的“双介子”特性而被确认——它们衰变成另一种“介子”（μ子）。1948年，拉特斯和尤金·加德纳采用加利福尼亚大学伯克利分校的粒子加速器，用α粒子轰击碳原子，成功地人造出π介子。
1949年，汤川秀树因成功预测π介子而获得诺贝尔物理学奖。次年，鲍威尔因发展了采用感光乳胶确定粒子的方法也获得了同一奖项。
由于不带电，中性π介子相对带电的π介子来说很难发现：它在感光乳胶上没有痕迹。它的存在是由它的衰变产物证明的——因此它被称为电子和光子的“软结合”。π0的衰变产物——2个光子在1950年被伯克利的加速器确认；同年英国布里斯托尔大学在宇宙射线气球实验中也发现了它。
π介子在宇宙论中也为宇宙射线能量增加了上限——GZK极限。
根据现代物理学对强相互作用的解释（量子色动力学），π介子被认为是手征对称性破缺的戈德斯通玻色子的对应粒子。这解释了π介子轻于其他介子（如η'介子，958 MeV/c²）的原因。根据戈德斯通定理的预测，如果构成它们的夸克没有质量（符合手徵對稱性），那么π介子的质量就为零。但是夸克实际上有一点质量，因此π介子质量也不大。
一些國家单位发现了π介子在辐射疗法上的作用。这些单位包括洛斯阿拉莫斯国家实验室——它用这种疗法在1974年至1981年间治疗了228位病人。
... Yukawa choose the letter π because of its resemblance to the Kanji character for 介, which means "to mediate". Due to the concept that the meson works as a strong force mediator particle between hadrons.

## 延伸阅读
- Gerald Edward Brown and A. D. Jackson, The Nucleon-Nucleon Interaction, (1976) North-Holland Publishing, Amsterdam ISBN 0-7204-0335-9